# Giải BAFTA lần thứ 6
Giải BAFTA lần thứ 6 được trao bởi Viện Hàn lâm Nghệ thuật Điện ảnh và Truyền hình Anh quốc năm 1953 để tôn vinh những bộ phim xuất sắc nhất năm 1952. The Sound Barrier giành giải Phim hay nhất.

## Chiến thắng và đề cử

### Phim hay nhất
The Sound Barrier
- The African Queen
- Angels One Five
- The Boy Kumasenu
- Carrie
- Casque d'or
- Cry, The Beloved Country
- Death of a Salesman
- Limelight
- Mandy
- Miracolo a Milano
- Los Olvidados
- Outcast of the Islands
- Rashomon
- The River
- Singin' in the Rain
- A Streetcar Named Desire
- Viva Zapata!

### Diễn viên nước ngoài xuất sắc nhất
Marlon Brando trong Viva Zapata! 
- Humphrey Bogart trong The African Queen
- Fredric March trong Death of a Salesman
- Pierre Fresnay trong Dieu a besoin des hommes
- Francesco Golisano trong Miracolo a Milano

### Nam diễn viên Anh xuất sắc nhất
Ralph Richardson trong The Sound Barrier 
- Laurence Olivier trong Carrie
- Alastair Sim trong Folly to Be Wise
- Jack Hawkins trong Mandy
- James Hayter trong The Pickwick Papers
- Nigel Patrick trong The Sound Barrier

### Nữ diễn viên Anh xuất sắc nhất
Vivien Leigh trong A Streetcar Named Desire 
- Celia Johnson trong I Believe In You
- Phyllis Calvert trong Mandy
- Ann Todd trong The Sound Barrier

### Nữ diễn viên nước ngoài xuất sắc nhất
Simone Signoret trong Casque d'or 
- Nicole Stephane trong Les Enfants Terribles
- Judy Holliday trong The Marrying Kind
- Edwige Feuillère trong Olivia
- Katharine Hepburn trong Pat and Mike

### Phim tài liệu xuất sắc nhất
- Royal Journey

### Phim Anh hay nhất
The Sound Barrier 
- Angels One Five
- Cry, The Beloved Country
- Mandy
- Outcast of the Islands

### Giải Liên Hợp Quốc
Cry, The Beloved Country 

### Diễn viên mới xuất sắc nhất
Claire Bloom trong Limelight 
- Dorothy Tutin trong The Importance of Being Earnest
- Dorothy Alison trong Mandy
- Mandy Miller trong Mandy